# Сементовський Микола Максимович
Мико́ла Макси́мович Сементо́вський (*18 лютого (2 березня) 1819, Семеногірка Золотоніського повіту Полтавської губернії, нині с. Чорнобаївського району Черкаської області — †24 жовтня (5 листопада) 1879, там само) — український письменник, історик, археолог і краєзнавець. Статський радник, член Імператорського Російського археологічного товариства, автор популярних книг про Київ.

## Життєпис
Народився в Семеногірці Золотоніського повіту Полтавської губернії, у родині Максима Пилиповича Курила-Сементовського (1786—1875) та Марії Яківни Курило-Сементовської.
Брат Костянтина Сементовського та Олександра Сементовського.
Випускник Ніжинського ліцею.
У 1840—1875 рр. служив у Харкові, Санкт-Петербурзі та Києві.
Помер у родовому маєтку і похований у містечку Іркліїв.

## Твори
- Романи та повісті:
  - «Кочубей»,
  - «Мазепа»,
  - «Потемкин».
- Біографічні статті про Івана Котляревського (у журналі «Северная Пчела», 1846).
- Історичні праці:
  - (рос.)«Старина малороссийская, запорожская и донская» (1846),
  - (рос.)«Киев и его достопамятности» (1852),
  - (рос.)«Запорожская рукопись о кладах» (1856),
  - (рос.)«Сказание о ловах великих князей киевских» (1857),
  - (рос.)«Киев, его святыни, древности и достопримечательности» (1864; сьоме видання — 1900) та ін.
  - (рос.)Сементовский Н. М. Киев и его достопамятности / соч. Николая Сементовского. — Киев : В Губерн. тип., 1852. — IV, 257, 6 с.